# 93. jaktflygdivisionen
93. jaktflygdivisionen även känd som Ivar Gul var en jaktflygdivision inom svenska flygvapnet som verkade i olika former åren 1941–1967. Divisionen var baserad på Säve depå nordväst om Göteborg.

## Historik
Ivar Gul var 3. divisionen vid Göta flygflottilj (F 9), eller 93. jaktflygdivisionen inom Flygvapnet, och bildades den 13 mars 1941. Divisionen bildades efter att hela flottiljen samlades på Säve, efter att 91. jaktflygdivisionen och 92. jaktflygdivisionen under en tid varit baserad på Bunge flygfält på Gotland. År 1949 gick divisionen in i den så kallade jetåldern genom att den ombeväpnades till J 28 Vampire. 
Från slutet av 1960-talet präglades Flygvapnet på grund av Viggenprojektet av ekonomiska besparingar, vilket fick flygvapenchefen Lage Thunberg att 1967 vakantsätta åtta flygdivisioner, däribland Ivar Gul. Den 30 juni 1967 vakantsattes divisionen, och den upplöstes officiellt den 30 juni 1968.

## Materiel vid förbandet
| Jaktflygplan - 1940–1941: J 8 Gloster Gladiator - 1941–1944: J 11 Fiat CR 42 Falco - 1943–1946: J 22 FFVS 22 - 1946–1950: J 21A - 1949–1951: J 28B Vampire - 1952–1961: J 29 Tunnan - 1961–1967: J 34 Hawker Hunter |

## Förbandschefer
Divisionschefer vid 93. jaktflygdivisionen (Ivar Gul) åren 1941–1967.

- 1941–1941: Harald Werneman
- 1941–1941: Karl-Erik Karlsson
- 1941–1942: Harald Werneman
- 1942–1944: Karl-Erik Karlsson
- 1944–1944: Fredrik Bissmarck
- 1944–1945: Bengt Flodén
- 1945–1947: Carl Lothigius
- 1947–1947: Olle Finnman
- 1947–1948: Bertel Bewe
- 1948–1949: Nils Palmgren
- 1949–1950: Kjell Wester
- 1950–1950: Nils Palmgren
- 1950–1951: Olle Finnman
- 1950–1952: Nils Palmgren
- 1952–1952: Olof af Geijerstam
- 1952–1955: Carl Lothigius
- 1955–1955: Hilding Bennegård
- 1955–1957: Curt Wikner
- 1957–1957: Ulf Frieberg
- 1957–1958: Lars Lidberg
- 1958–1958: Curt Wikner
- 1959–1961: Lars Lidberg
- 1961–1961: Gösta Edwards
- 1961–1962: Roland Magndahl
- 1962–1963: Lars Söderberg
- 1963–1964: Per Sundblad
- 1964–1966: Roland Magndahl
- 1966–1967: Lars-Åke Hallgren

## Anropssignal, beteckning och förläggningsort
| Ivar Gul | 1941-03-13 | – | 1967-06-30 |

| 93. jaktflygdivisionen | 1941-03-13 | – | 1967-06-30 |

| Säve flygbas (F) | 1941-03-13 | – | 1967-06-30 |